# Дзюрак Дмитро Васильович
Дзюрак Дмитро Васильович (псевдо: «Пиріг»; 8 жовтня 1921, м. Миколаїв, Жидачівський повіт, Станиславівське воєводство (тепер — Миколаївський район, Львівська область) — 16 жовтня 1946, с. Старий Лисець, Лисецький район, Станіславська область, тепер — Тисменицький район, Івано-Франківська область) — діяч ОУН, український військовик, поручник УПА, командир сотні УПА «Чорні чорти» ім. Гамалії, лицар Бронзового хреста бойової заслуги УПА.

## Життєпис

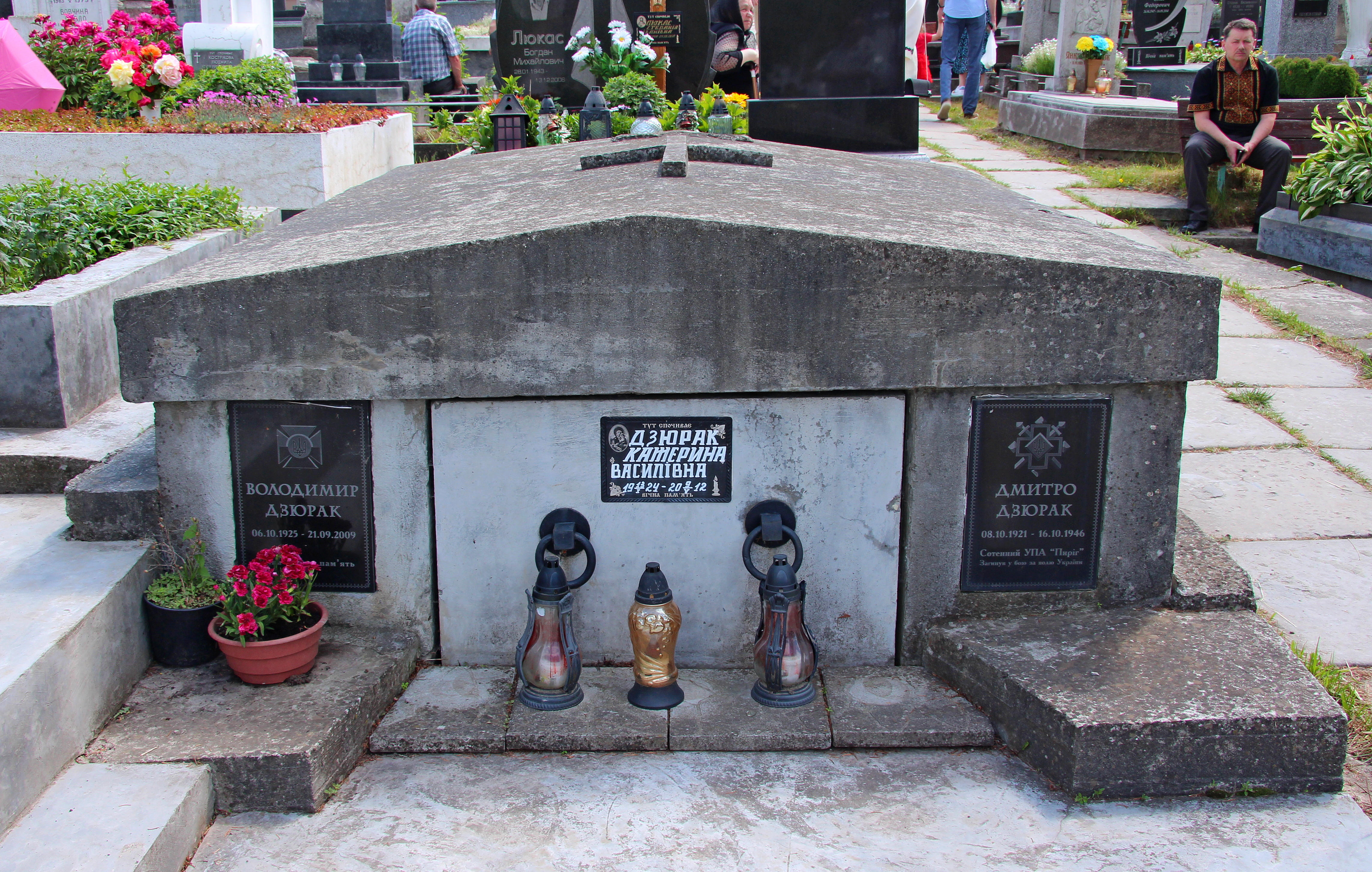
Гробівець родини Дзюрак на цвинтарі в Миколаєві

Освіта — неповна середня: закінчив ремісничу школу. Працював на Львівській залізниці. 
Член ОУН із 1939 р., референт Юнацтва ОУН районного проводу ОУН (?-1941), учасник Північної похідної групи (1941), діяв на Житомирщині. 
В УПА з весни 1944 р. Командир чоти (весна 1944 — серпень 1944), сотні УПА «Чорні чорти» куреня «Довбуш»  ТВ-22 «Чорний Ліс» (08.-10.1944), командир сотні з такою ж назвою у курені «Підкарпатський» ТВ-22 «Чорний ліс» (11.1944-10.1946). 
У серпні 1946 р. під час бою тяжко поранений у бою з внутрішніми військами МДБ, лікувався, помер. 
Похований на околиці с. Старий Лисець. 22.06.1997 р. перепохований у м. Миколаїв. Старший булавний (?), хорунжий (31.08.1945), поручник (22.01.1946) УПА

## Нагороди
- Згідно з Виказом відзначених крайового військового штабу УПА-Захід від 1.09.1946 р. старший булавний УПА Дмитро Дзюрак – «Пиріг» нагороджений Бронзовим хрестом бойової заслуги УПА.

## Вшанування пам'яті
24.09.2017 р. від імені Координаційної ради з вшанування пам’яті нагороджених Лицарів ОУН і УПА у м. Миколаїв Львівської обл. Бронзовий хрест бойової заслуги УПА (№ 009) переданий Любомиру Дзюраку, племіннику Дмитра Дзюрака – «Пирога».